# Lambert Sunesson
August Lambert Sunesson, född 9 februari 1918 i Blötberget, Ludvika församling, död 27 januari 2015 i Halmstad, var en svensk författare och socionom.

## Karriär
Sunesson var skogsarbetare 1933–1935. 1935–1943 var han verkstadsarbetare i Stockholm med åtskilliga avbrott för arbetslöshet och gästspel i andra yrken. År 1937–1939 gick han på en folkhögskola. Han utbildades på Socialinstitutet i Stockholm 1943–1945. Sedan fick han en tjänst som amanuens/byråsekreterare i Arbetsmarknadsstyrelsen år 1945–1956. Sunesson var redaktör för tidningen Arbetsmarknaden, en facktidning för Arbetsmarknadsverket, under åren 1955–1957. Han blev förste byråsekreterare i Statens pris- och kartellnämnd, som ingår i nuvarande Konkurrensverket. 1957–1959 var Sunesson redaktör för Pris- och kartellfrågor. I en rad statliga utredningar inom Finansdepartementet och Försvarsdepartementet/Försvarsstaben var han sekreterare år 1960–1965. Han blev byrådirektör i Beredskapsnämnden för psykologiskt försvar 1965–1976. 1977–1982 fick han informationsuppdrag i Arbetsmarknadsstyrelsen. Från 1982 var han bosatt i Halland.

## Priser och utmärkelser
- 1958 – Tidningen Vi:s litteraturpris